# Homoneura cilifera
Homoneura cilifera är en tvåvingeart som först beskrevs av Malloch 1914.  Homoneura cilifera ingår i släktet Homoneura och familjen lövflugor.
Artens utbredningsområde är Maryland. Inga underarter finns listade i Catalogue of Life.